# 霍爾島 (南極洲)
66°25′S 110°25′E / 66.417°S 110.417°E
霍爾島（英語：Holl Island）是南極洲的島嶼，屬於風車群島的一部分，位於南冰洋海域，長3.4公里、寬1.8公里，面積4.5平方公里，最高點海拔高度35米，島上無人居住。